# Ealing Broadway (metrostation)
Ealing Broadway is een metrostation in Londen dat in 1879 naast het gelijknamige station van Network Rail aan de Great Western Main Line werd geopend door de District Railway, de latere District Line. In 1920 volgde de Central Line als tweede metrolijn.

## Geschiedenis

### 19e eeuw
De District Railway (DR), de latere District Line, opende op 1 juli 1879 een zijlijn van Turnham Green naar Ealing Broadway. De DR bouwde haar kopstation met drie sporen ten noorden van het station van GWR. In 1883 werd een verbindingsspoor tussen de DR en de GWR vlak ten oosten van beide stations gelegd. Van 1 maart 1883 tot 30 september 1885 onderhield DR via dit spoor een dienst naar Windsor en Eton Central die stopte bij de perrons van GWR in plaats van in het eigen kopstation. Naast deze diensten wilde DR via het verbindingsspoor ook een dienst naar Uxbridge Vine Street via West Drayton beginnen. De diensten naar Windsor bleken niet rendabel en de zuidelijke route naar Uxbridge kwam er helemaal niet. In 1903 opende de DR het eerste deel van de noordelijke route naar Uxbridge echter zonder stop bij Ealing Broadway. Het stuk tussen South Harrow en Uxbridge kwam in 1910 gereed. Deze zijlijn was van meet af aan geëlektrificeerd en werd, gezien de lengte, de hoofdlijn. De aftakking naar Ealing Common werd vanaf 1 juli 1905 bereden met elektrische metro's en in 1910 werd het bakstenen station uit 1879 vervangen door een gebouw met stenen gevelbeplating.

### Central London Railway
Vlak voor de Eerste Wereldoorlog maakte GWR plannen voor een nieuwe lijn tussen Ealing en Shepherd's Bush om vooral goederentreinen tussen het westelijke en zuidelijke spoorwegnet te kunnen laten rijden. De Central London Railway (CLR), de latere Central Line, zou deze sporen dan mede kunnen gebruiken om haar diensten ten noorden en westen van het toenmalige eindpunt Wood Lane door te trekken. Het nieuwe eindpunt van de Central London Railway werd bij Ealing Broadway gebouwd op het terrein tussen de stations van de GWR en DR. Vanaf 3 augustus 1920 reed de CLR met East Acton als enige tussenstop van en naar Ealing Broadway. In 1938 werden de verbindingssporen bij Ealing Broadway en North Acton opgebroken en kwam er een eind aan het gemengd bedrijf met de goederenstoomtreinen van GWR. Hoewel DR en CLR in 1920 allebei eigendom waren van UERL werden de reizigers van de CLR afgehandeld via het station van de GWR in plaats van het metrostation.

### London Transport
In 1933 werd het openbaar vervoer in en rond Londen genationaliseerd en ondergebracht in het London Passenger Transportation Board (LPTB). Deze standaardiseerde de namen van de metrolijnen met de toevoeging Line, zodoende werd de District Railway District Line en de Central London Railway Central Line. In 1961 werd het stationsgebouw van GWR uit 1838 gesloopt om plaats te maken voor een nieuw gebouw. Het nieuwe gebouw met een stationshal haaks boven de sporen en een kantorentoren op de kop van de sporen van de Central Line werd in 1965 geopend. Het nieuwe gebouw handelt alle trein en metroreizigers af, terwijl het metrostation uit 1910 in gebruik genomen werd door winkels.

### Ongevallen en incidenten
- 19 juli 2000 plaatste de Real IRA een bom op het emplacement. Deze werd tijdig ontdekt en door de politie tot ontploffing gebracht.
- 2 maart 2016 ontspoorde net buiten het station een metrostel van de District Line door een verkeerde wisselstand. Hierbij vielen geen gewonden.

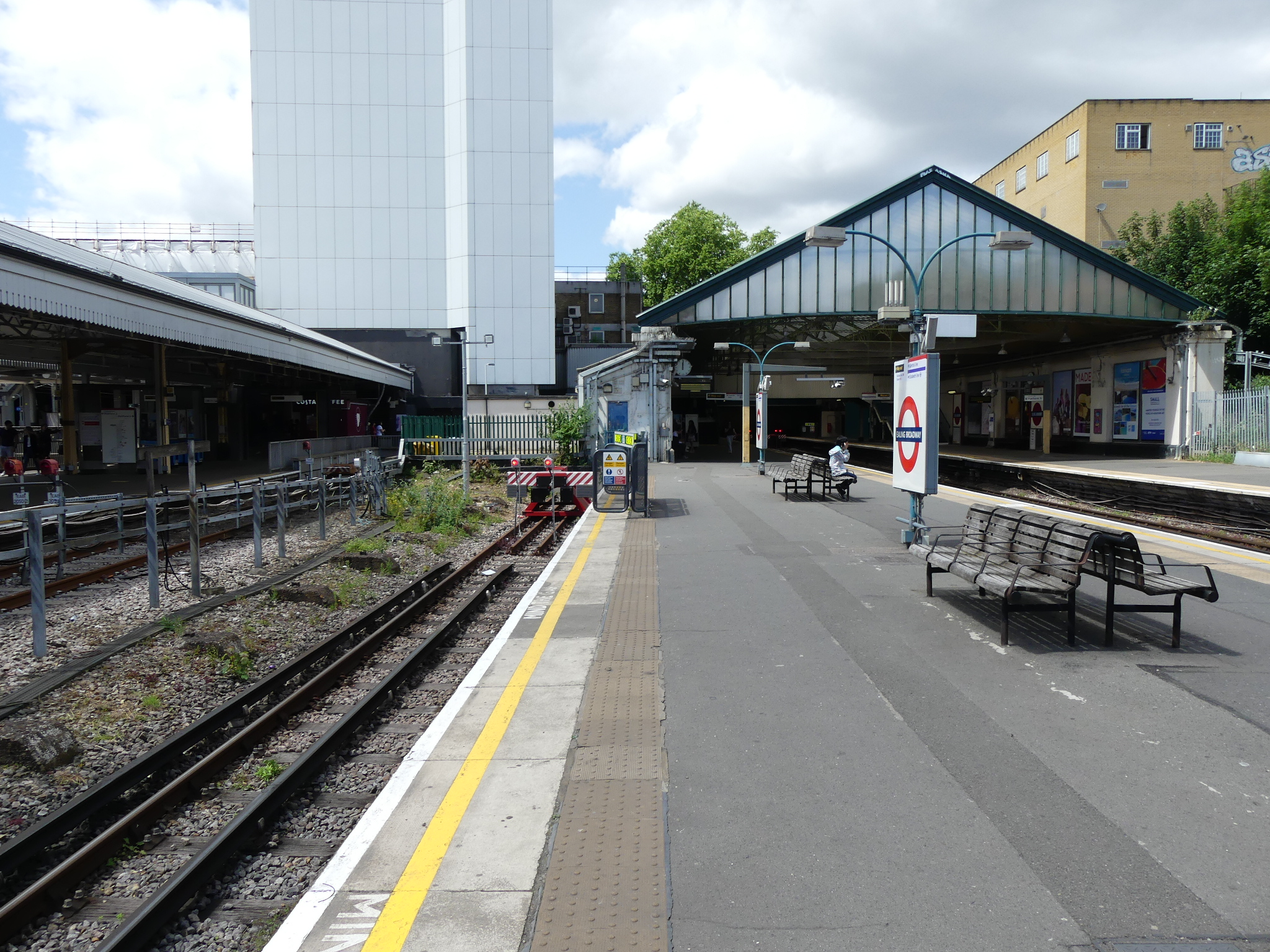
De metroperrons Central links en District rechts.
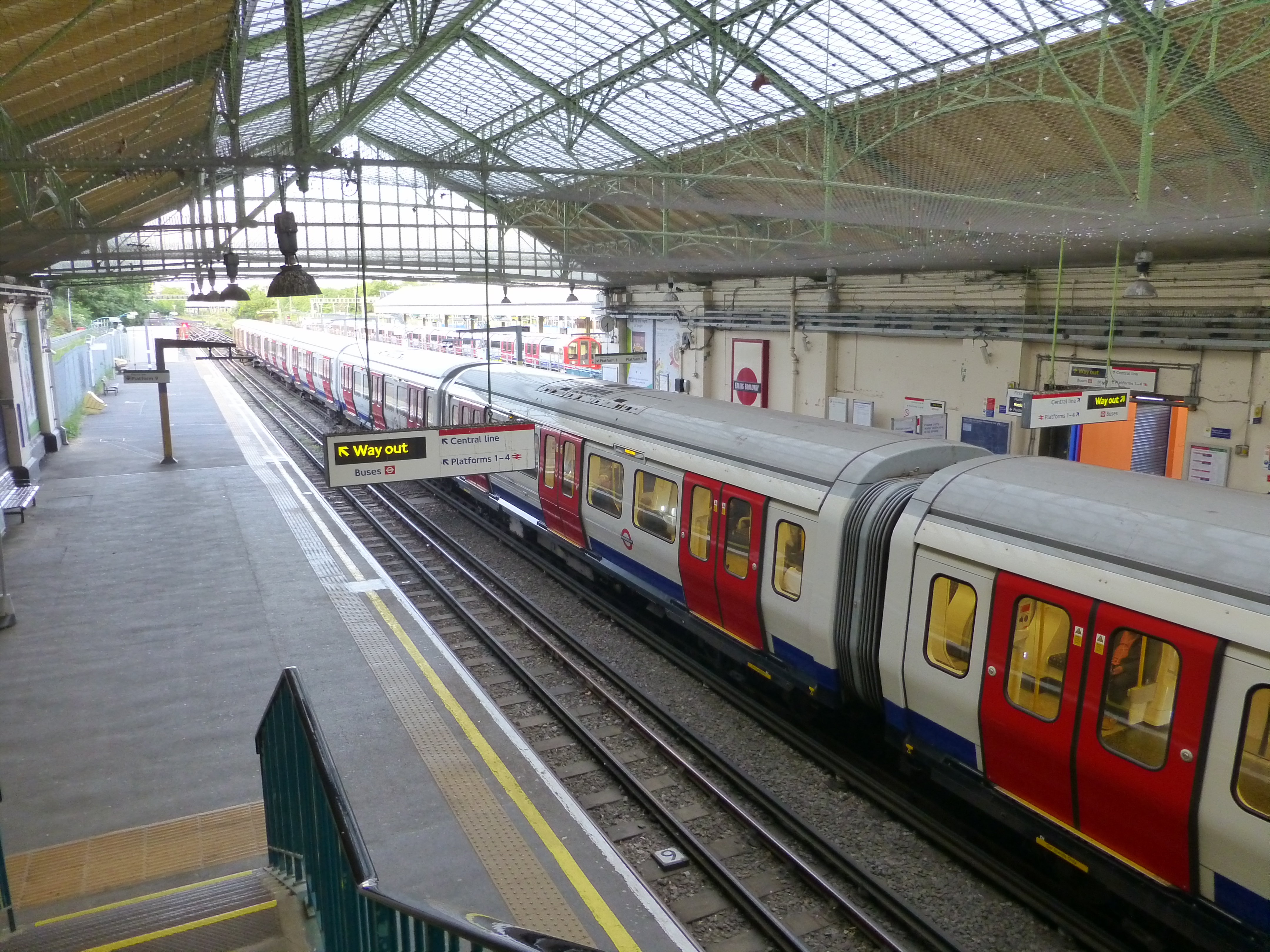
De District line onder de kap.
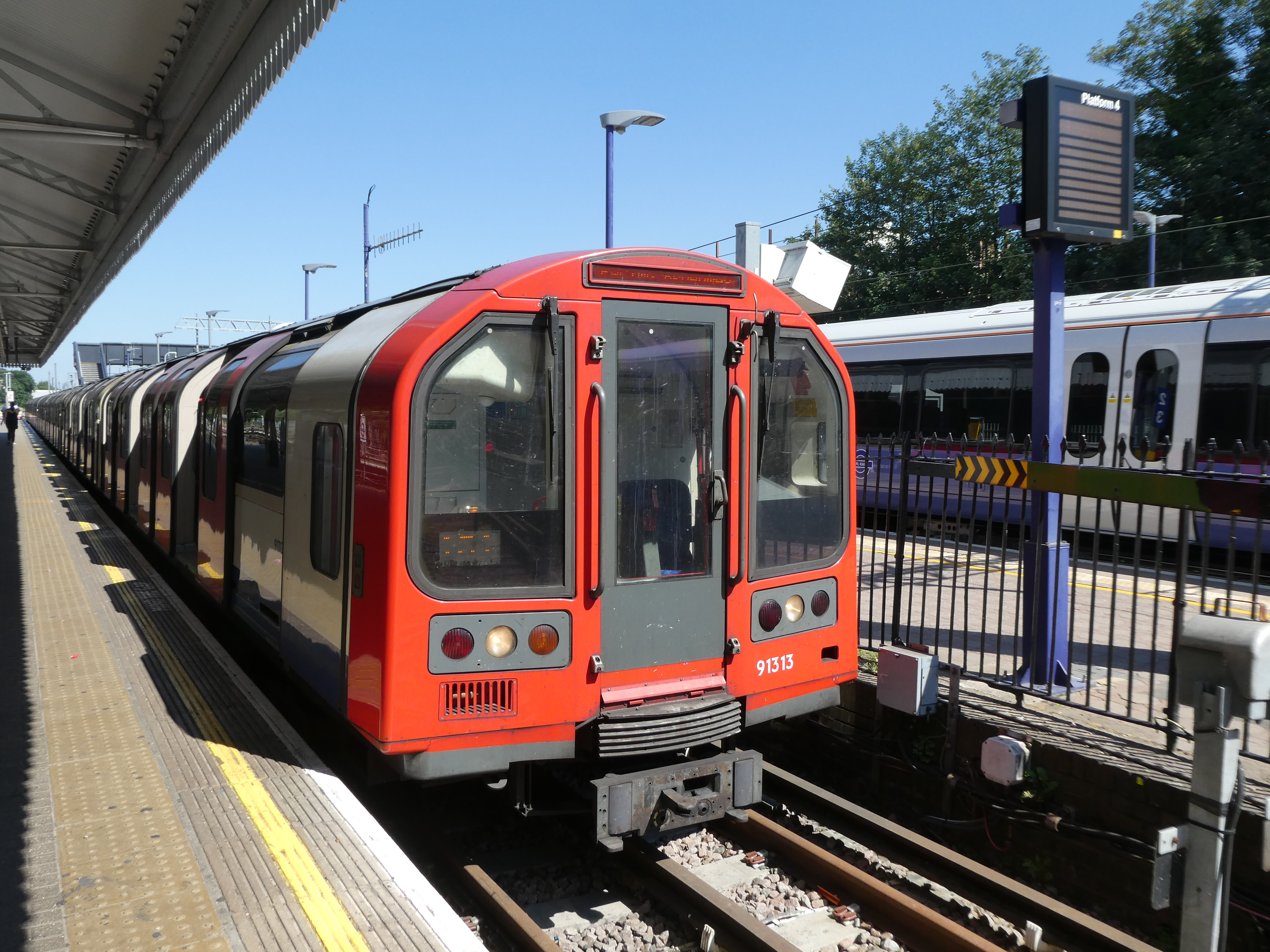
TS1992 op het kopspoor van de Central Line.

## Ligging en inrichting
Het station ligt 9,2 km ten westen van Paddington in de plaats Ealing. Het is een belangrijk ov-knooppunt in het westen van Londen dat wordt beheerd door TfL Rail. Het station kent negen sporen voor zowel de GWR als de Underground die allemaal via toegangspoortjes bereikbaar zijn.
Spoor 1 t/m 4 zijn van de Great Western Main Line, de oneven nummers worden bereden door treinen uit Londen en de even nummers door die richting Londen. De betreffende perrons hebben geen overkapping al zijn er wel wachtkamers. De sporen 1 en 2 worden gebruikt door sneltreinen die niet stoppen bij Ealing Broadway, alleen tijdens werkzaamheden en verstoringen stoppen hier treinen. De sporen 3 en 4 worden gebruikt door stoptreinen, zoals de Heathrow Express en vanaf 2022 door de Elizabeth Line. De sporen 5 en 6 liggen aan een gemeenschappelijk eilandperron met puntdak en worden gebruikt door de Central Line. De sporen 7 t/m 9 worden gebruikt door de District Line. De perrons langs de sporen 8 en 9 zijn gedeeltelijk overkapt en hebben stationsnaamborden, een origineel (1908) en meerdere replica's (1992), uit de tijd van voor Edward Johnston die in 1919 het bekende Undergound logo, de roundel, ontwierp. De beide metrolijnen zijn niet onderling verbonden met verbindingssporen in het station.

## Reizigersdiensten
National Rail-diensten worden aangeboden op de vier sporen van de Great Western Main Line door Great Western Railway en TfL Rail. London Underground heeft drie sporen voor de District Line en twee voor de Central Line.
De normale dienst tijdens de daluren bestaat uit:
- 6 metro's per uur op de District Line naar Upminster via Earl's Court.
- 9 metro's per uur op de Central Line waarvan:
  - 3 metro's per uur naar Hainault via Newbury Park
  - 3 metro's per uur naar Woodford via Hainault
  - 3 metro's per uur naar Newbury Park via Wanstead en Redbridge

Op de Central Line rijdt ook de Night Tube op vrijdag- en zaterdagavond, met 1-2 metro's per uur naar Hainault en Loughton (gecombineerde frequentie van 20 minuten).